# الهندوسية في اليمن
أُدخلت الهندوسية إلى اليمن من قبل العمال الهنود والنيباليين المهاجرين. الهندوسية في اليمن إلى حد كبير تحت المُراقبة، ولا تمارس إلا من قبل التجمعات الصغيرة المنتشرة في جميع أنحاء البلاد. أقام ما يقدر بنحو 150 ألف هندوسي في اليمن في عام 2010.

## المعابد
تشمل المعابد الهندوسية الشهيرة في اليمن معبد شري تاريشميرجا الذي بُنِّيَ عام 1862. بُنِّيَ معبد شري رام جي عام 1875 ومعبد هانومان الذي بُنِّيَ عام 1882، وفقًا لتقرير خدمة الأخبار الهندية الآسيوية «IANS» في عام 2013. تدير الجمعية الهندية في عدن معبد ماتاجي وتقام الخدمات المنتظمة مرة واحدة في الشهر. كما توجد محرقة منفصلة للجثث في عدن لأعضاء الديانة الهندوسية.

## التركيبة السكانية
| السنة | بالمئة | نمو   |
| ----- | ------ | ----- |
| 2001  | 0.7%   | -     |
| 2010  | 0.65%  | -0.05 |

## المرجع
1. ↑  "Religious Beliefs In Yemen". WorldAtlas (بالإنجليزية الأمريكية). Archived from the original on 2021-11-05. Retrieved 2021-08-02.
2. ↑  "Hindus and Muslims live like a family in Yemen". غلف نيوز. 3 يوليو 2017. مؤرشف من الأصل في 2021-11-05. اطلع عليه بتاريخ 2021-07-07.
3. ↑  "Embassy of India in Republic of Yemen - Indian Embassy in Sanaa". NRI. مؤرشف من الأصل في 2011-03-12. اطلع عليه بتاريخ 2021-08-02.
4. ↑  "Religious Freedom Page". مؤرشف من الأصل في 2007-11-05.
5. ↑  "Religions in Yemen". Global Religious Figures. مؤرشف من الأصل في 2021-11-19.
6. ↑  "Yemen, Religion and Social Profile". The Arda. مؤرشف من الأصل في 2021-11-03. اطلع عليه بتاريخ 2021-07-07.

## روابط خارجية
- المعابد الهندوسية في اليمن